# Йоло Моргануг
Йоло Моргануг (на уелски: Iolo Morganwg) е уелски поет и антиквар.
Роден е на 10 март 1747 година в Ланкарфан като Едуард Уилямс в семейството на каменоделец. Започва да пише стихове в традиционен уелски стил и да колекционира средновековни ръкописи. Става известен с голямата си сбирка от традиционна уелска поезия, за част от която след смъртта му се оказва, че е фалшифицирана от самия него.
Йоло Моргануг умира на 18 декември 1826 година във Флемингстън.